# 望京SOHO

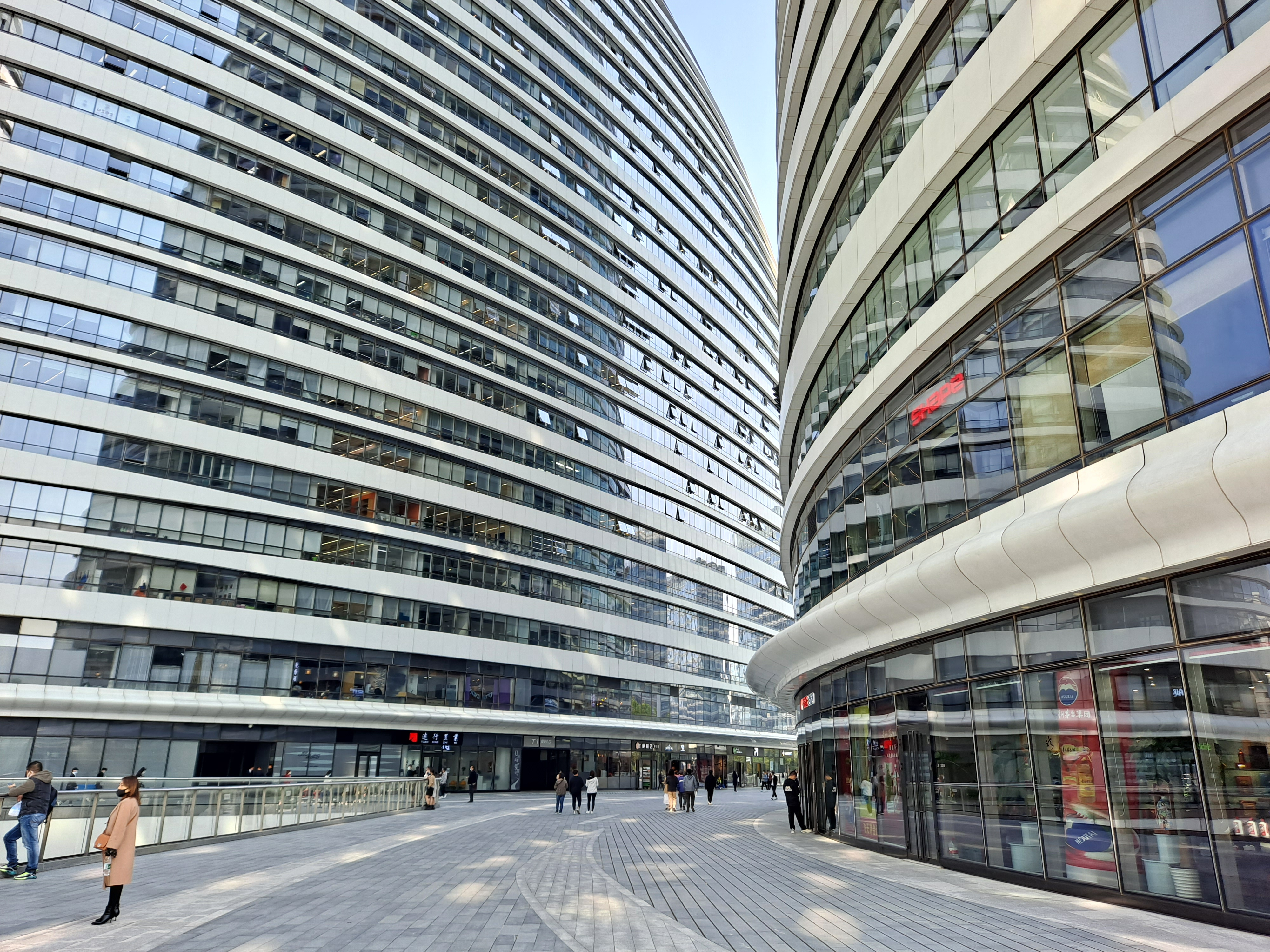
望京SOHO

望京SOHO是中國北京一個大型物業發展計劃，由SOHO中國開發，位於朝陽區望京。

## 历史
望京SOHO位于北京朝阳区望京街与阜安西路交叉路口的望京B29项目，是2009年9月SOHO中国斥资40亿元拿到的，这也是潘石屹5年来首次在京拿地。时隔一年后，2010年12月中旬，销售中心开建。2011年6月25日，销售中心样板间正式开放。2012年12月17日更名为“银峰SOHO”。2014年9月20日，望京SOHO建成启用。

## 规模
望京SOHO由世界著名建筑师扎哈·哈迪德担纲总设计师。朝阳区望京B29项目建设用地面积48152.523平方米，规划建筑面积392265平方米，用地性质为“商业金融”。地块的挂牌起始价为15.134亿元，SOHO中国(北京新幕世纪投资管理有限公司与星润实业有限公司的联合体，系SOHO中国全资子公司)的最终竞得价是40亿元，溢价率达164.3%，通过计算的楼面地价为10197元/平方米。

## 设计仿造
德国《明镜》周刊报道，望京SOHO的设计被重庆美全22世纪抄袭。随后双方都召开新闻发布会，就“抄袭”还是“超越”进行了辩解。

## 相关事件
2018年11月10日，微信公众号S神棍局S发布《北京望京SOHO风水大局，互联网“滑铁卢”？》，声称望京SOHO设计不符合风水学的要求，创业初期的企业在此会快速发展，但进入中期就会逐渐衰败，建议位于此地发展正盛的企业尽快搬走。望京SOHO的开发商、运营商北京望京搜候房地产有限公司以名誉侵权为由将微信公众号S神棍局S所在公司珠海市神棍网络科技有限公司告上法庭。2018年12月7日，神棍网络科技公司发布致歉声明，并删除了这篇文章。2019年4月10日，北京市朝阳区人民法院一审判决，认定神棍网络科技公司的文章侮辱、诽谤望京搜候公司，构成名誉侵权，判决神棍网络科技公开道歉并赔偿20万元人民币。
2022年4月，望京SOHO一间专营韩国进口服装的店铺爆发聚集性疫情。